# アウクスブルク市電
アウクスブルク市電（アウクスブルクしでん、ドイツ語: Straßenbahn Augsburg）は、ドイツの都市・アウクスブルク市内に路線網を有する路面電車。2022年現在は路線バスと共にアウクスブルク交通会社によって運営されている。

## 歴史

### 馬車鉄道の開通、蒸気鉄道の試用
19世紀のアウクスブルクでは、現在のドイツの各都市と同様に都市が発展し、その中で労働者を始めとする市民の移動手段である公共交通機関が求められるようになった。それに応えるため、1870年代以降実業家によってアウクスブルクや周辺の各都市を結ぶ馬車鉄道の建設が提案されるようになり、1880年に当時のバイエルン王国のルードヴィヒ2世の名の下で承認が行われた。これに伴い、実業家たちはベルリンの銀行家からの融資を受けて「アウクスブルク路面鉄道会社（Augsburger Trambahn AG）」を設立し、翌1881年5月8日に最初の区間が開通した。
以降、同社は軌間1,435 mm（標準軌）の馬車鉄道路線を広げていったが、一方で不採算路線の廃止も実施された他、馬車鉄道に代わる収益性が高い交通機関の模索が行われた。その結果、当時のドイツ帝国の各都市に導入が進められていたスチームトラムの導入が検討されるようになり、1886年に試験的に3両の蒸気機関車の導入が実施されたが、煤煙や騒音に対する苦情が相次いだことにより正式な導入は至らず、翌1887年に全車とも製造企業へと返還された。

### 路面電車の開通・延伸
蒸気鉄道が実用化されなかった事もあり、アウクスブルクでは馬車鉄道の運行が続いたが、利用客数や収益が予想を下回り続けた事により、1895年にニュルンベルクの電気会社・旧シュッカート・ウント・カンパニー（Elektrizitäts-AG vormals Schuckert & Co.）への売却が実施された。同社は従来の馬車鉄道を最新鋭の交通機関である路面電車へ転換する作業を進め、同時に狭い道路で運行することを考慮し軌間を1,000 mm（メーターゲージ）へと変更する事も決定した。そして1898年9月1日、馬車鉄道の廃止と共に路面電車の営業運転が始まった。これに合わせ、1900年に運営権が新たに設立されたアウクスブルク電気軌道（Augsburger Elektrische Straßenbahn AG）へと移管されている。
路面電車の開通に伴い利用客は飛躍的に増加し、年間利用客数は馬車鉄道時代の3倍以上に膨れ上がった。これに伴い路面電車の路線網の拡大が始まったが、一方で運営権についてはアウクスブルク電気軌道とアウクスブルク市の間に締結された契約内容に伴い、1908年にアウクスブルク市への譲渡が実施された。公営路線になって以降も路面電車の延伸は引き続き行われ、徴兵による人員不足に見舞われた第一次世界大戦中やハイパーインフレーションが生じた終戦後にも新たな路線の建設が行われた。開通50周年を迎えた1931年時点でアウクスブルク市内には全長36.029 km、6系統の大規模な路面電車の路線網が築かれていたが、以降の延伸は1934年に実施されたものに留まった。
その後、第二次世界大戦中はアウクスブルクが軍事産業の拠点の1つであった事もあり、人員や資材が不足する中でも利用客は急増し車両や施設の劣化が進む事態となり、イタリア・ジェノヴァの路面電車からの車両の借用も実施された。更に1944年以降相次いだ空襲により路面電車網は甚大な被害を受け、1945年の終戦により全路線が営業運転を停止した。

### 第二次世界大戦後・西ドイツ時代
戦争により営業運転を停止する事態に陥ったアウクスブルクの路面電車が営業運転を再開したのは1945年6月で、それ以降急場しのぎの復旧が行われた車両の本格的な再建工事、戦争によって破壊された路線の復旧が順次行われた。その後、1950年代は大型車両（3軸車）の導入や新規路線の開通、既存の路線の複線化といった輸送力の増強や運行区間の拡大が行われたが、一方で路線バス網の拡大に伴い1950年以降路線の廃止が行われ、1952年には3号線、1960年には5・6号線が廃止された。その後も2車体連接車の導入による輸送力増強、折り返し用のループ線の設置、ワンマン運転や信用乗車方式の導入による合理化といった施策が行われたが、1970年代には路面電車そのものを廃止する旨の検討が行われる事態となった。だがこれはアウクスブルク市議会によって撤回され、以降は新型電車の導入や路面電車のターミナルであるケーニヒス広場電停（Königsplatz）の改修工事が行われた。

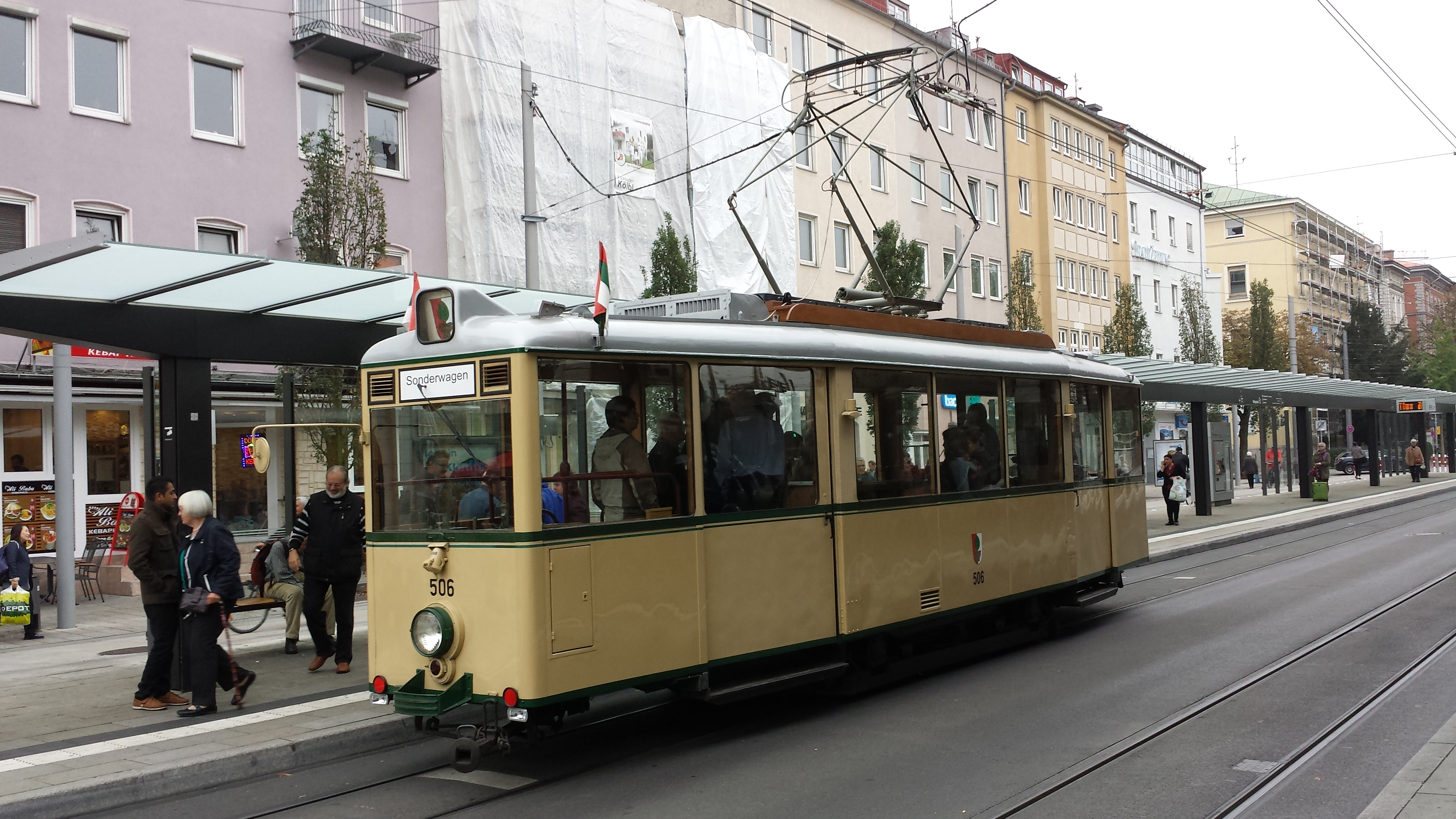
戦後初期に導入された2軸車・クリークスシュトラーセンバーンワーゲン （2015年撮影）
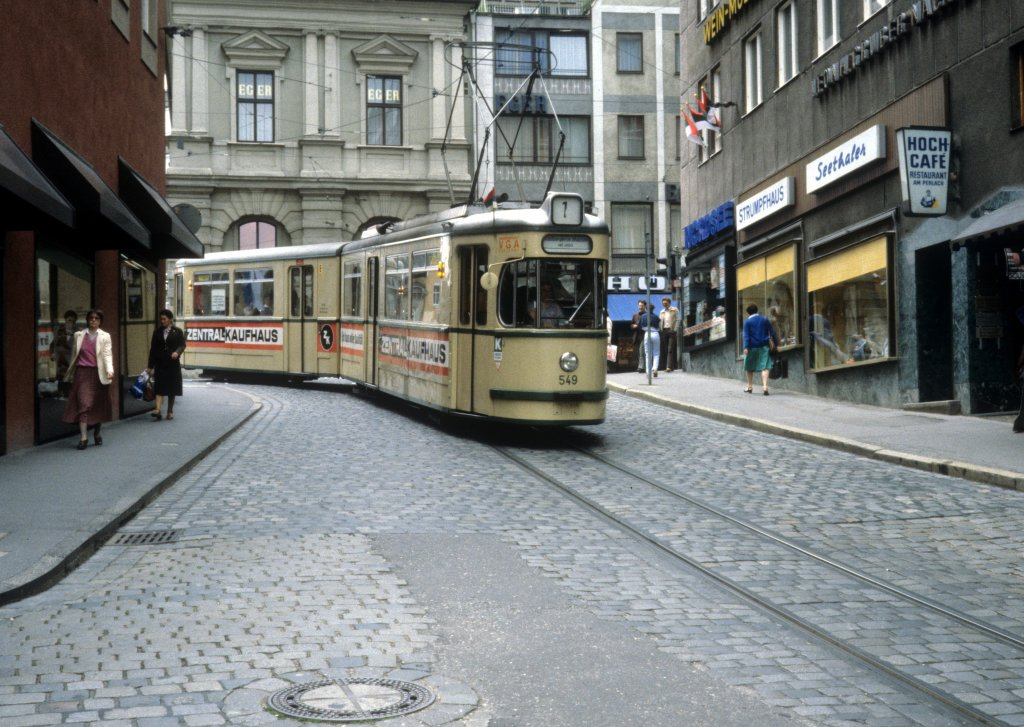
独特の構造を有する5軸式2車体連接車・GT5形 （1980年撮影）
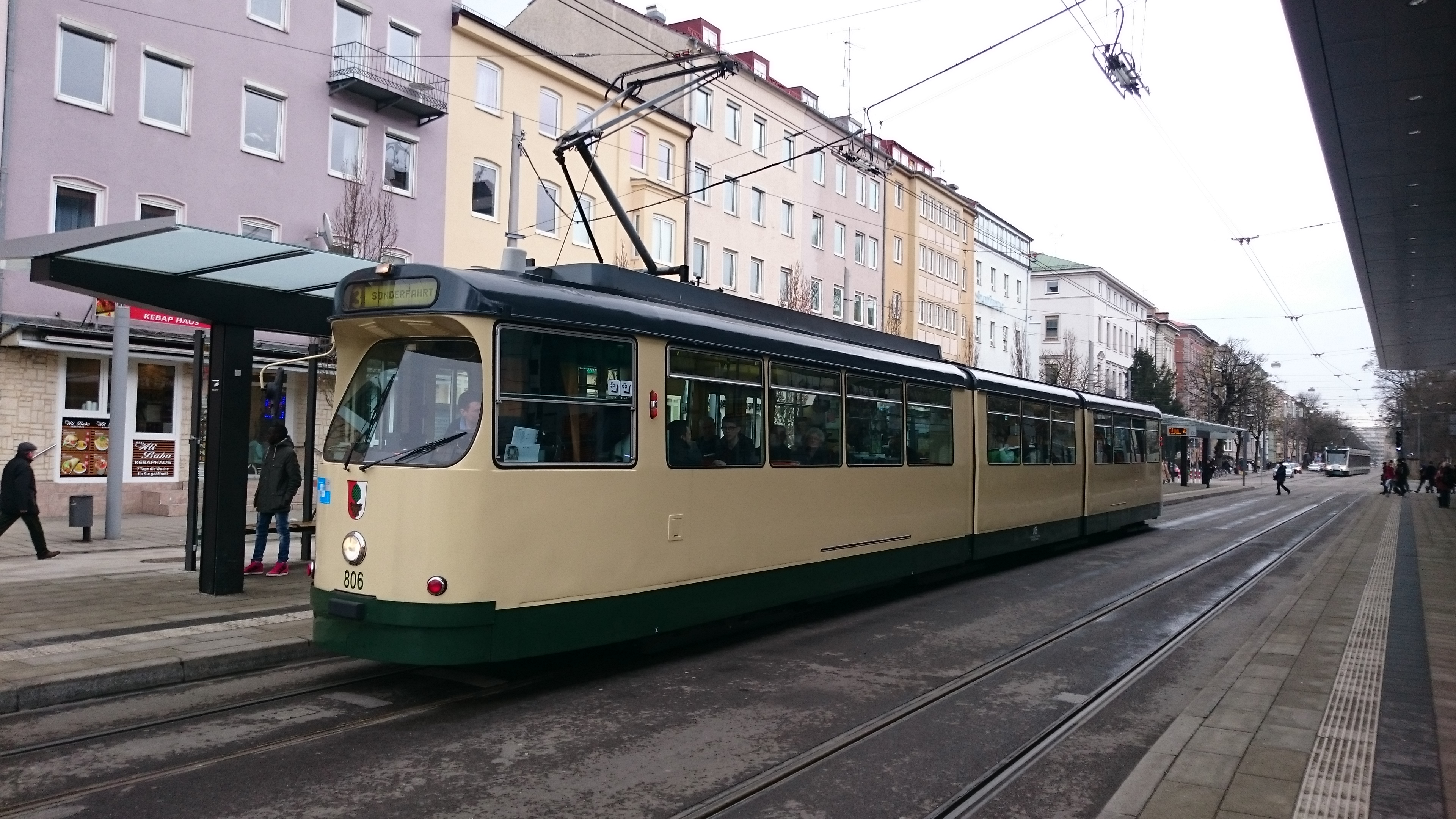
存続決定後に導入された3車体連接車・GT8形 （2015年撮影）

### ドイツ再統一後の発展
西ドイツ時代の1970年代以降検討されながらも実現されなかった路面電車の延伸が本格的に行われるようになったのはドイツ再統一後の1990年代であり、1994年の1号線の延伸や1996年に新規路線の開通および「3号線」という系統名の復活を皮切りに、アウクスブルクの各方面へ向けて積極的な延伸が実施されるようになった。また、それに先立つ1990年には列車の運行間隔が最短5分となり、利便性が大幅に向上した。車両についても1993年にバリアフリーに適した超低床電車の試作車が登場し、1995年以降本格的な導入が行われている。

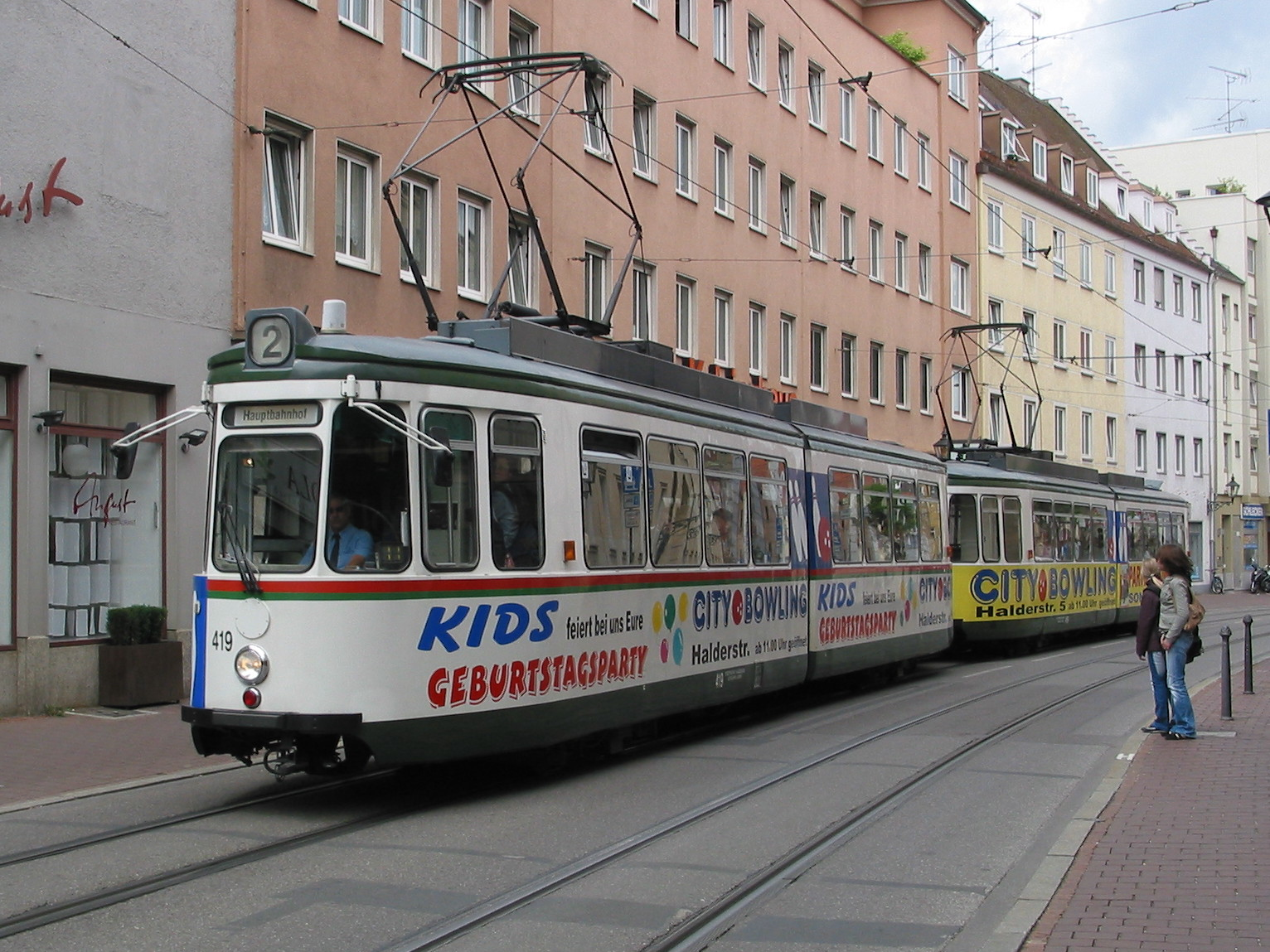
列車増発に合わせてシュトゥットガルト市電から多数譲渡された2車体連接車・GT4形 （2006年撮影）
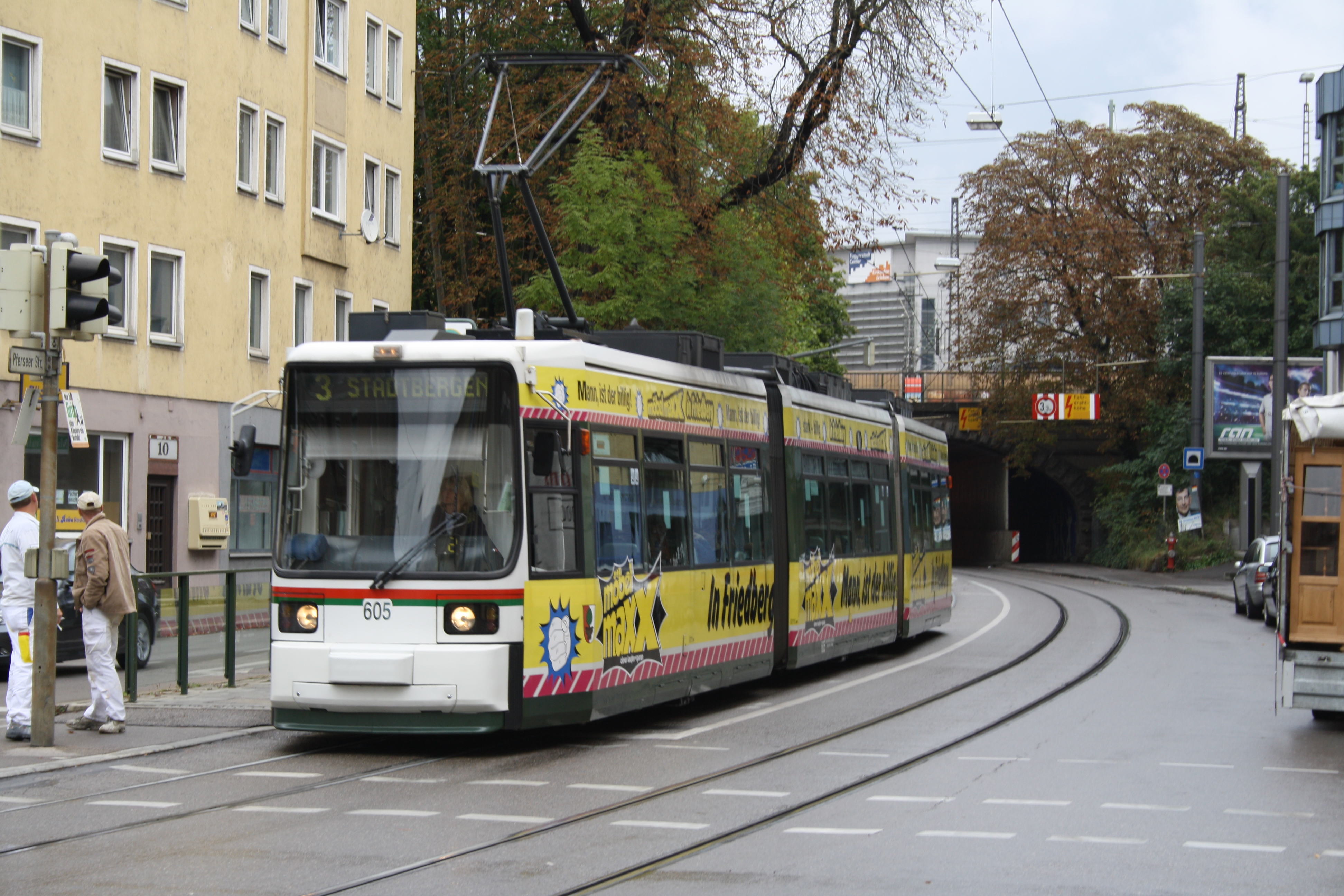
アウクスブルク市電の超低床電車初の量産車・GT6M形 （2009年撮影）

2007年以降はシュタットベルケ・アウクスブルクが展開する交通プロジェクト「アウクスブルク・モビリティハブ（Mobilitätsdrehscheibe Augsburg）」に沿って、路面電車の延伸・改良工事が進められている。その一環として、2005年以降検討や建設が進んでいたフリードバーク通り（Friedberger Straße）へ向かう全長5.2 kmの新規区間が2010年12月に開通し、同時に6号線が新たに設定されている他、2013年12月にはケーニヒス広場電停の大規模な改良工事が完成している。この「アクスクブルク・モビリティハブ」に沿って、今後もアウクスブルク中央駅の大規模改修工事に伴う同駅周辺の路線の地下化や5号線の新設、1号線の延伸といった計画が実行に移される予定である。
一方、「アウクスブルク・モビリティハブ」とは別にケーニヒスブルン地区（Königsbrunn）方面への延伸が本格的に検討されるようになり、2015年に3号線を延伸する方針が纏まった。工事を経て営業運転を開始したのは2021年12月である。

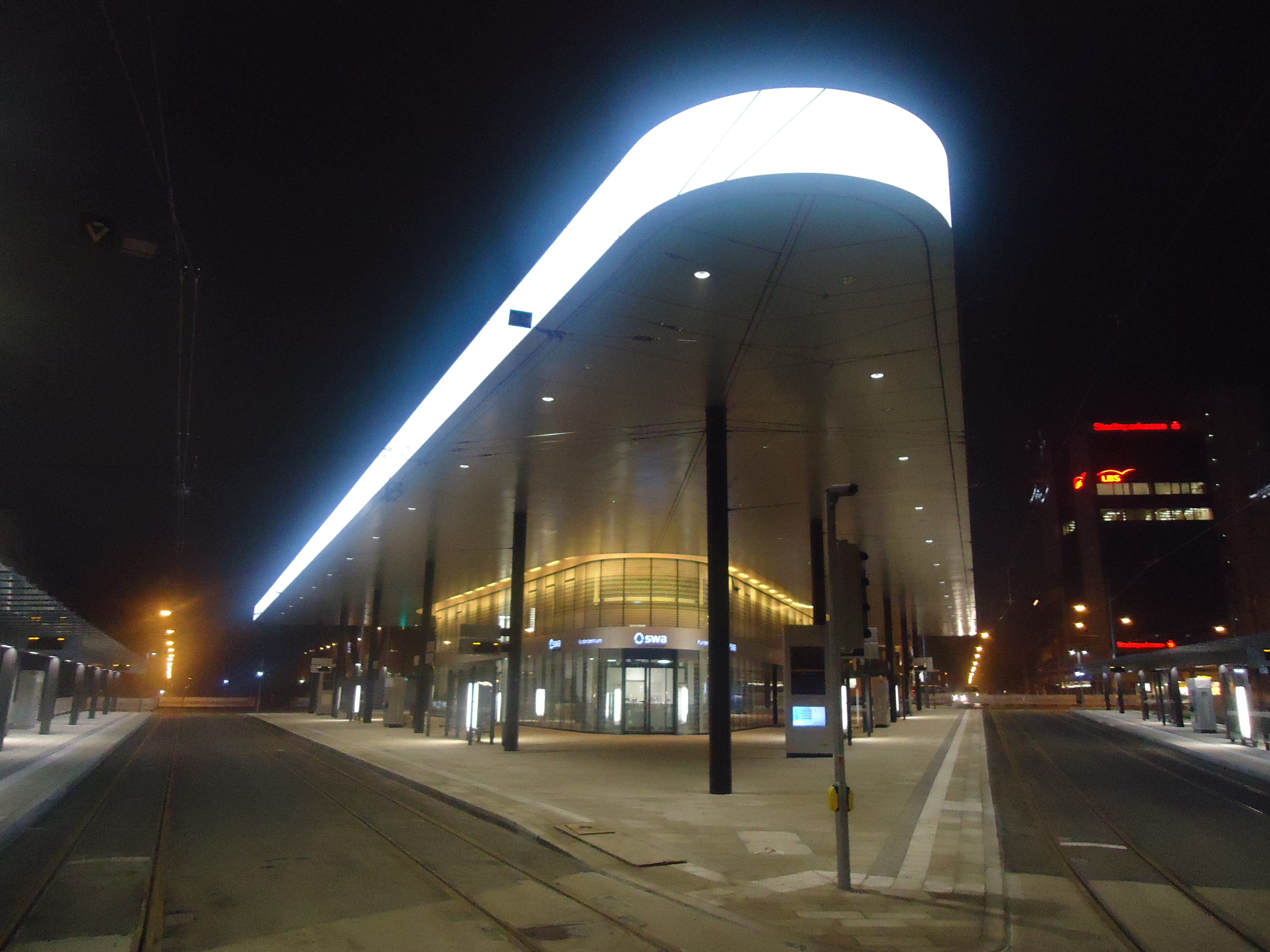
改良工事が行われたケーニヒスプラッツ電停（2013年撮影）
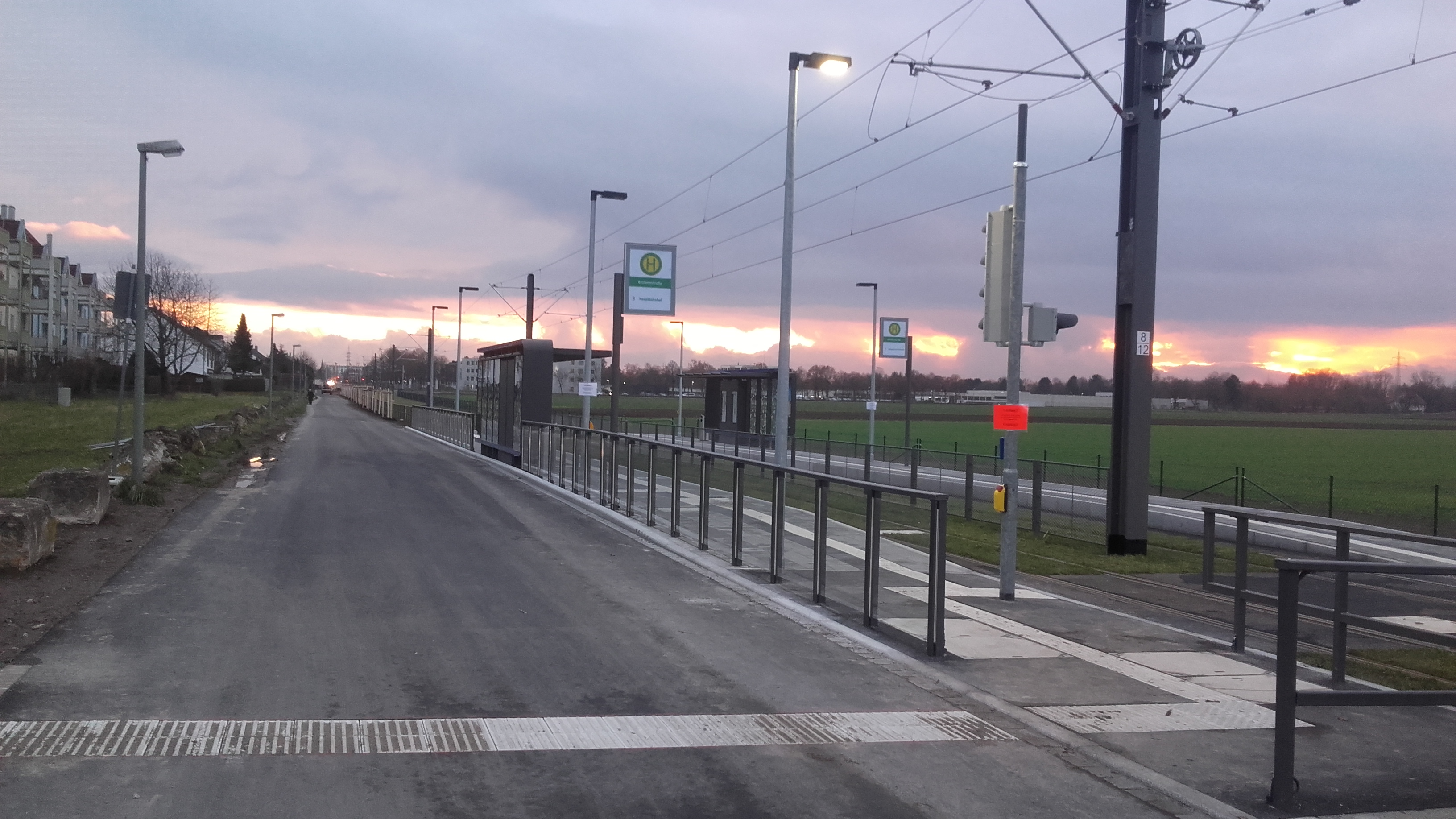
3号線の延伸区間（2021年撮影）

## 系統
2021年現在、アウクスブルク市電では5つの定期系統および2つの臨時系統が設定されている。前述のとおり、最新の延伸は2021年12月に開通した3号線のイニンガー通り（Inninger Straße P+R） - ケーニヒスブルン中央（Königsbrunn Zentrum）電停間である。
| 系統番号 | 起点                         | 終点                | 参考・備考                                                     |
| -------- | ---------------------------- | ------------------- | -------------------------------------------------------------- |
| 1        | Lechhausen Neuer Ostfriedhof | Göggingen           |                                                                |
| 2        | Augsburg West P+R            | Haunstetten Nord    |                                                                |
| 3        | Hauptbahnhof                 | Königsbrunn Zentrum |                                                                |
| 4        | Hauptbahnhof                 | Oberhausen Nord P+R |                                                                |
| 6        | Stadtbergen                  | Friedberg West P+R  |                                                                |
| 8        | Hauptbahnhof                 | Stadion             | WWKアレナでのサッカー試合時に運行                              |
| 9        | Hauptbahnhof                 | Messezentrum        | アウクスブルク・エキシビションセンターでのイベント開催時に運行 |

## 車両

### 現有車両
2019年時点で、アウクスブルク市電で使用されている車両は以下の通りである。

#### M8C

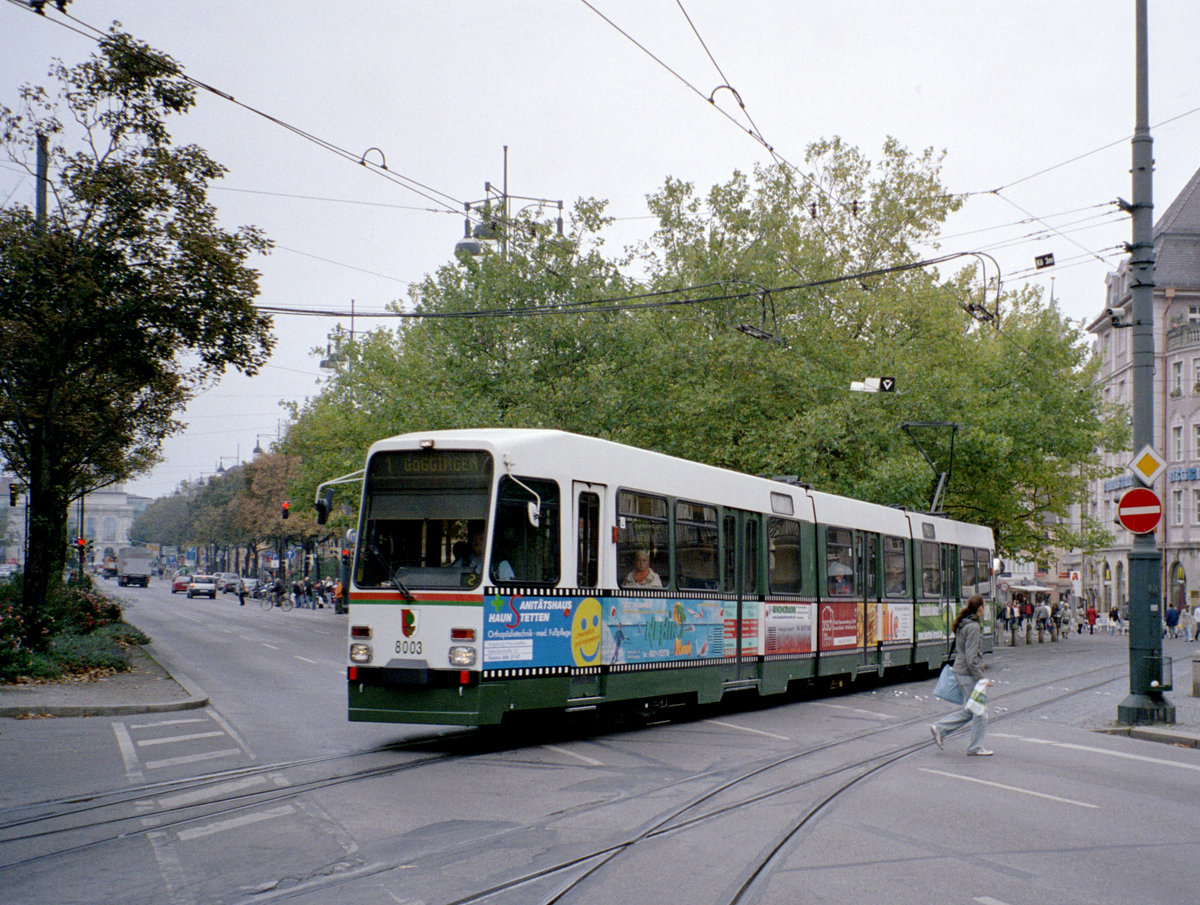
M8C（2006年撮影）

1985年から1986年にかけて12両（8001 - 8012）が導入された両運転台式の3車体連接車。アウクスブルク市電における車内にステップが存在する高床式電車の最後の形式で、2010年代以降はバリアフリーへの対応に加えて老朽化による故障の頻発などから運用の離脱が相次いでいる。2019年現在は3両のみが在籍しているが、新型車両の導入による置き換えが検討されている。一方、廃車された車両のうち4両（8003、8004、8010、8012）はポーランドのエルブロンク市電（エルブロンク）に譲渡されている他、ドイツのダルムシュタット市電（ダルムシュタット）に譲渡された2両（8001、8011）は事業用車両に改造されている。

#### GT6M

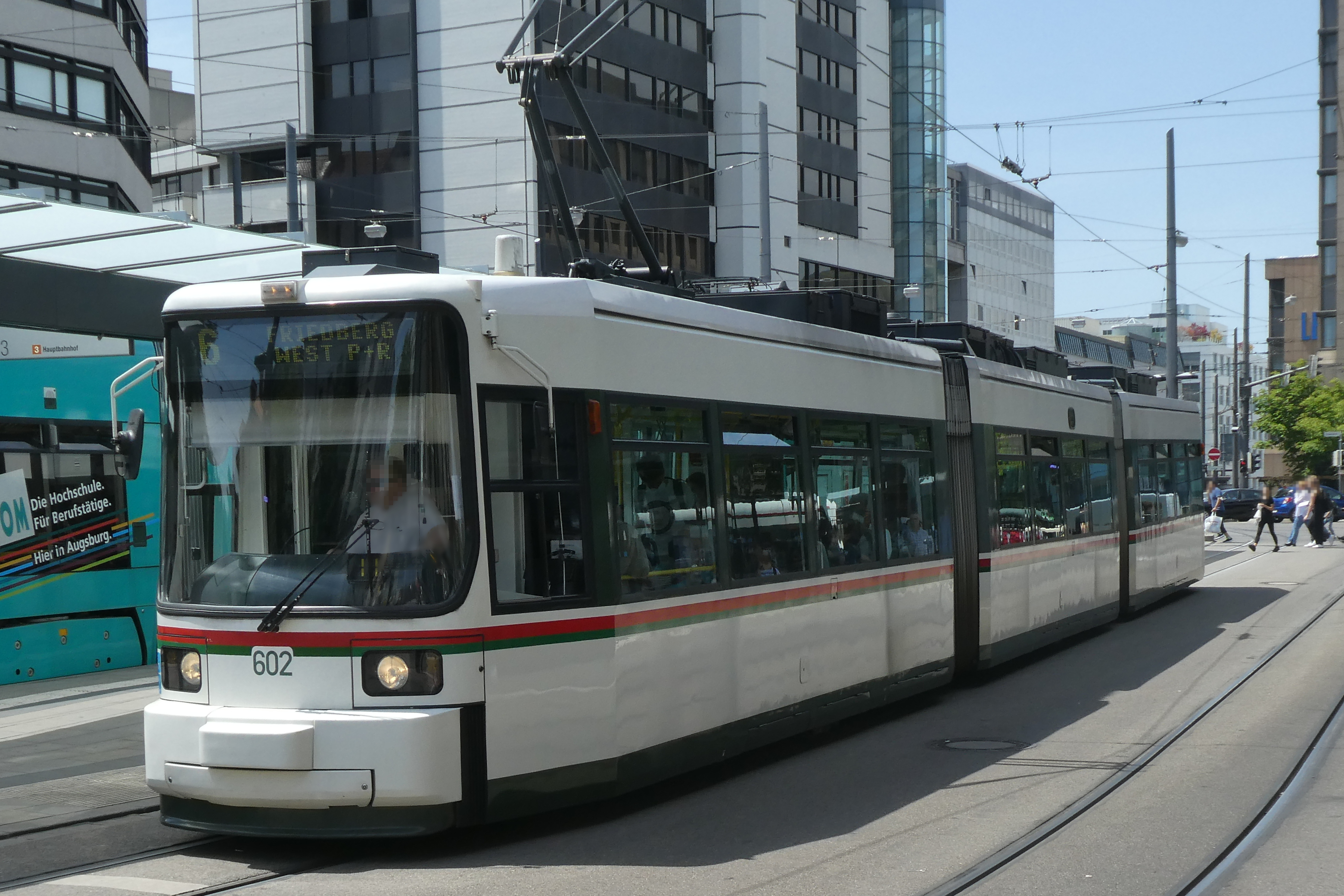
GT6M（2022年撮影）

アウクスブルク市電初の超低床電車。日本では「ブレーメン形」とも呼ばれる、1つの車体につき1つの台車が設置されている片運転台式の3車体連接車である。アウクスブルク市電に導入された車両はブレーメン形において初の軌間1,000 mm（メーターゲージ）用車両であり、1993年に製造された試作車（601、初代）に続き、1995年から1996年にかけて量産車が11両（601 - 611）導入された。2013年から2014年にかけて機器の更新工事が行われ、2023年現在も量産車の全車が在籍するが、後述する新型車両・トラムリンクへ置き換えられる事になっており、廃車後はクロアチア・ザグレブのザグレブ市電への譲渡が予定されている。

#### NF8

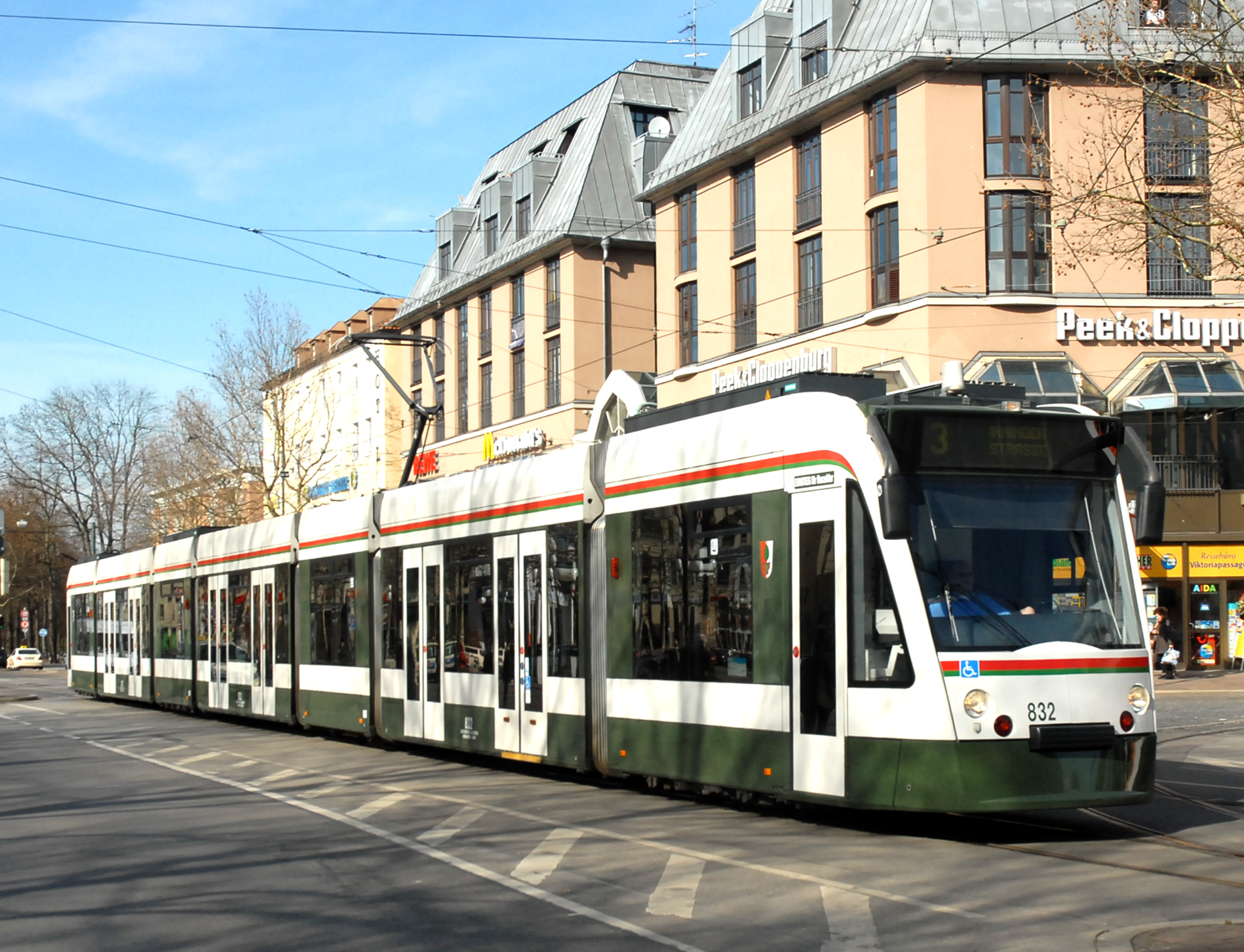
NF8（2007年撮影）

シーメンスが世界各地に展開した超低床電車「コンビーノ」の1形式。アウクスブルク市電には2000年から2004年にかけて片運転台の7車体連接車、合計41両（821 - 836、841 - 865）が導入された。構造上の問題から初期車（821 - 836）が運用を離脱する時期もあったものの、2019年時点では全車が営業運転に使用されている。

#### CF8

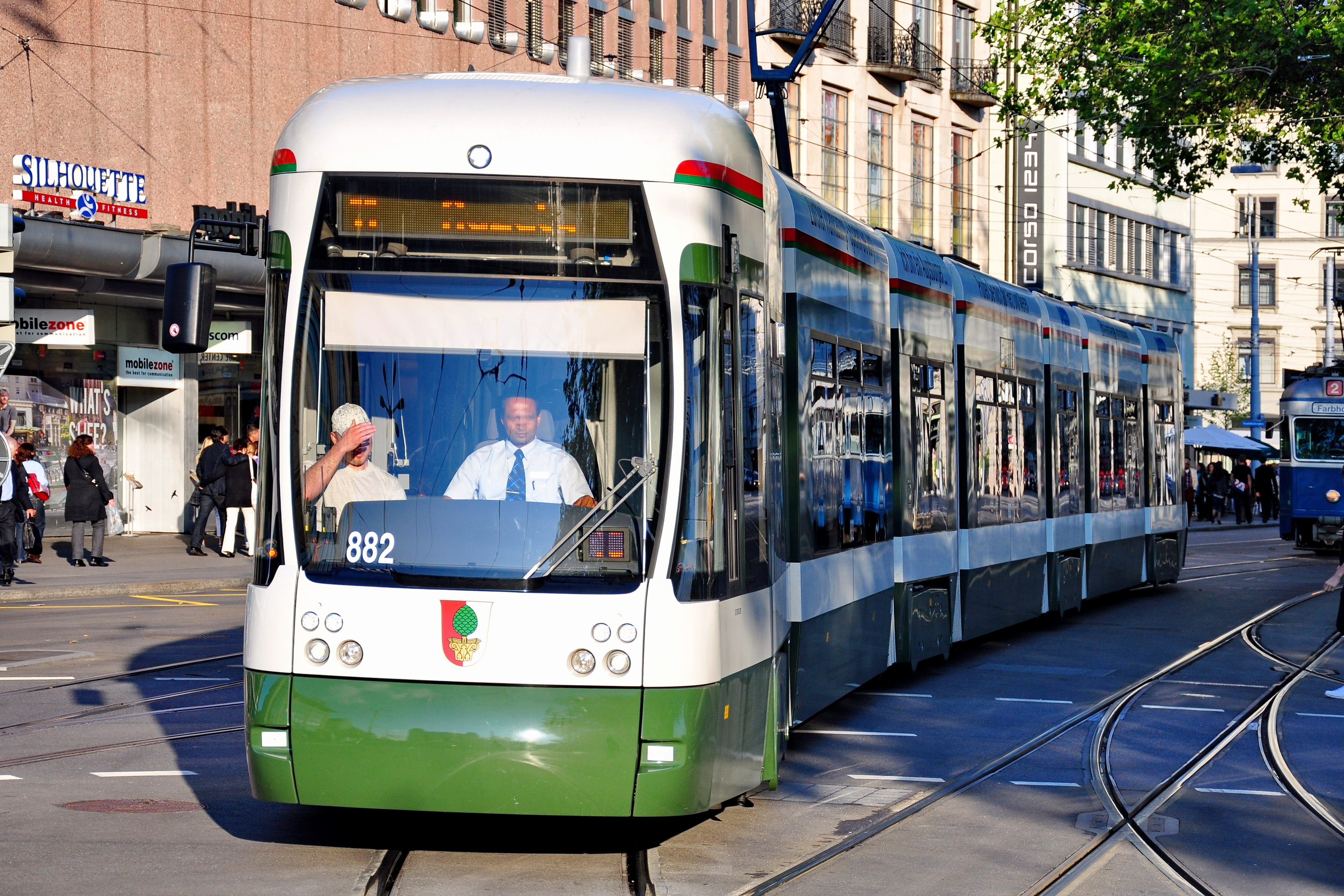
CF8（2010年撮影）

ボンバルディア・トランスポーテーション（現：アルストム）が展開する超低床電車「フレキシティ・アウトルック」の1形式で、「シティフレックス（CityFlex）」と言う愛称が付けられている。片運転台式の7車体連接車で、2009年から2010年にかけて27両（871 - 897）が導入された。

### 導入予定の車両

#### トラムリンク
旧型車両の置き換えと今後の延伸などに伴う輸送力増強に備えて2019年に導入契約が交わされた、シュタッドラー・レールが展開する超低床電車。全長42 m、空車重量52 t、片運転台式の7車体連接車で、2023年8月以降16両（901 - ）が導入され、試運転を経て2024年の営業運転開始を予定している。